# ترميق

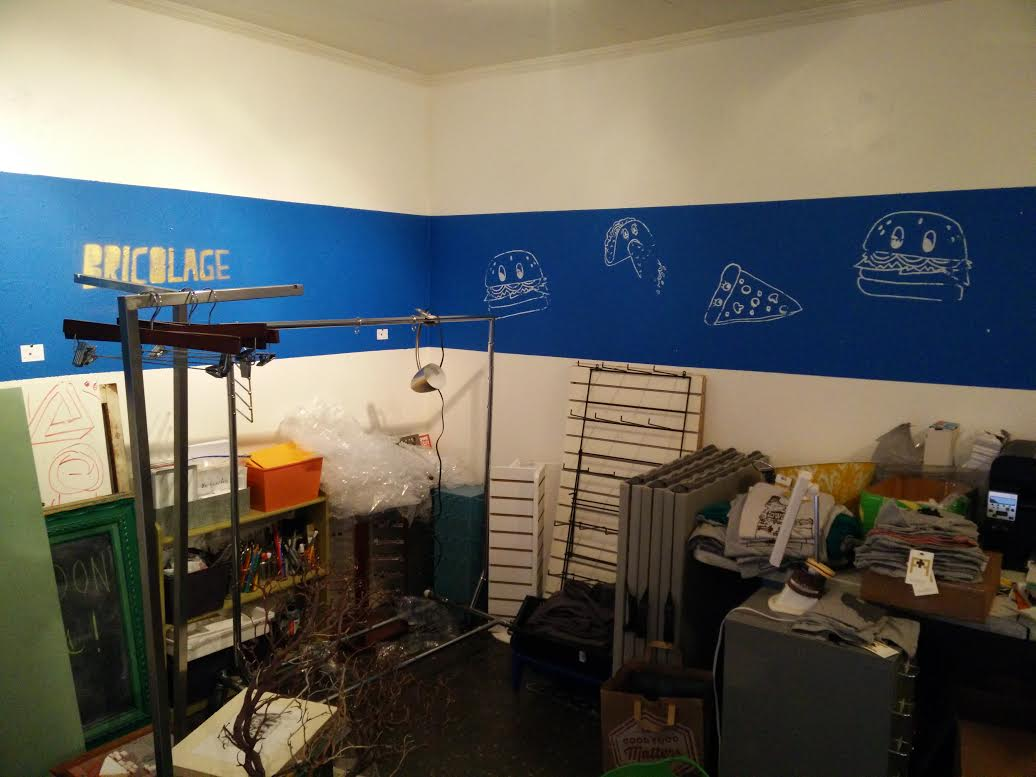
مختبر الصانع يحتوي على مجموعة متنوعة من معدات الأعمال اليدوية والمواد الخام.

الترميق أو الترقيع (بالفرنسية: Bricolage، تعني "افعلها بنفسك" أو "مشاريع افعلها بنفسك")؛ هو نشاط يدوي يهدف إلى إصلاح أو صيانة أو تحسين أو صنع الأشياء الصغيرة.
اُستُخدم المصطلح الفرنسي في العديد من المجالات، بما في ذلك الأنثروبولوجيا والفلسفة والنظرية النقدية والتعليم وبرامج الحاسوب والأعمال.

## التسمية
«Bricolage» هي كلمة فرنسية تعني عملية الارتجال في المسعى الإنساني. الكلمة مشتقة من الفعل الفرنسي «bricoler». تُشير الكلمة إلى أي أعمال أو منتجات تتعلق بمساعي "افعلها بنفسك".
يمكن وضع كلمة «ترميق» مُقابلا للكملة الفرنسية، والترميق "العمل يعمله الرجل لا يحسنه وقد يتبلغ به".

## التقنيات والمجالات
يمكن تنفيذ نشاط البريكولاج في مجالات مختلفة، والتي قد تتطلب استخدام الأدوات. قد يشمل ذلك مهن البناء مثل السباكة أو الكهرباء أو التبليط، إضافة إلى ميكانيكا السيارات أو الدراجات الأخرى (الدراجة الهوائية، الدراجة النارية، الدراجة النارية الصغيرة، إلخ). يمكن تنفيذ هذه الأعمال اليدوية في الداخل (الديكور والتصميم الداخلي) أو في الهواء الطلق (البستنة). قد يكون لبعضها طابع حرفي، كما هو الحال في مجالات صناعة الخزائن أو صناعة السلال.

### البناء
في مجال السباكة، يمكن أن تتضمن الأعمال اليدوية تغيير الصنبور، أو تركيب سخان مياه، أو غسالة أو غسالة أطباق، أو إصلاح تسرب المياه في قاعدة وعاء المرحاض أو فك انسداد الأنبوب.

### الديكور، التصميم الداخلي
كجزء من الزخرفة، يمكن أن تتكون الأعمال اليدوية من تركيب الوطيدة أو ورق الحائط أو الأرضيات الخشبية أو النسيج أو الطلاء، إلخ.

### المعدات الكهربائية والأجهزة المنزلية والأتمتة المنزلية
يشمل ذلك تغيير مصابيح الإضاءة أو إصلاح مصباح بجانب السرير أو إصلاح دائرة كهربائية (الفاصمات أو قواطع الدائرة) أو حتى إضافة مأخذ كهربائي.
تشمل الأنواع المختلفة من الأعمال اليدوية التي تتطلب تيارًا منخفضًا إضافة مقبس هاتف، وأي شيء متعلق بالإلكترونيات، وتركيبات الهوائي (التلفزيون، والفيديو، والمراقبة بالفيديو، وطبق الأقمار الصناعية).

### صيانة المركبات
تشمل صيانة المركبة على سبيل المثال صيانة بطارية السيارة.
يمكن أن تتكون صيانة الدراجة من تركيب رقعة أو تغيير حذاء الدراجة أو إزالة عجلة أو كشفها.

### الفنون

#### الفن البصري

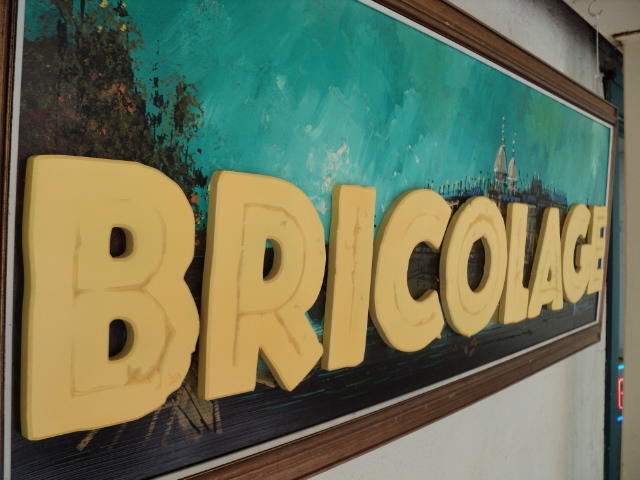
علامة مرجعية ذاتية تم تصميمها باستخدام تقنيات البريكولاج على لوحة متجر خيري

في الفن، تعتبر البريكولاج تقنية أو أسلوبًا إبداعيًا، حيث يتم إنشاء الأعمال من مواد مختلفة متاحة أو في متناول اليد، وغالبًا ما يُنظر إليها على أنها سمة من سمات ممارسة فن ما بعد الحداثة. وقد تم تشبيهه بمفهوم التنسيق (curating) ووُصف أيضًا بأنه إعادة المزج وإعادة البناء وإعادة استخدام المواد أو المصنوعات اليدوية المنفصلة لإنتاج معاني ورؤى جديدة.

### العمارة
يعتبر الترميق هو التأثير المختلط الناتج عن القرب الشديد من المباني من فترات مختلفة وبأنماط معمارية مختلفة.
وهو أيضًا مصطلح يتم تطبيقه بشكل مثير للإعجاب على الأعمال المعمارية للسويسري لوكوربوزييه، من قبل كولين رو وفريد كوتر في كتابهما (Collage City)، اللذان أطلقا عليه اسم "ثعلب متخفي على شكل قنفذ"، تعليقًا على أسلوبه الماكر في تجميع الأفكار من المكتشفات. كائنات من تاريخ الهندسة المعمارية، على عكس فرانك لويد رايت، الذي يُطلق عليه " القنفذ " لأنه يركز بشكل مفرط على مفهوم ضيق.

### من الناحية الأكاديمية

#### الأنثروبولوجيا
في الأنثروبولوجيا، تم استخدام هذا المصطلح بعدة طرق. وعلى وجه الخصوص، استحضر كلود ليفي ستروس مفهوم البريكولاج للإشارة إلى العملية التي تؤدي إلى خلق الفكر الأسطوري، الذي "يعبر عن نفسه من خلال ذخيرة غير متجانسة، والتي، حتى لو كانت واسعة النطاق، مع ذلك محدودة. يجب أن تستخدم ولكن هذا المرجع، مهما كانت المهمة التي بين أيدينا، لأنه ليس لديه أي شيء آخر تحت تصرفه". لاحقًا، استخدم هيرفي فارين وجيل كوياما هذا المصطلح عند شرح الجانب العملي للثقافة، أي التعليم.

#### الأدب
في الأدب، يتأثر البريكولاج بالتناص، وتشكيل معاني النص بالرجوع إلى نصوص أخرى.

#### الدراسات الثقافية
في الدراسات الثقافية، يُستخدم مصطلح (bricolage) ليعني العمليات التي من خلالها يكتسب الناس الأشياء من مختلف الطبقات الاجتماعية لإنشاء هويات ثقافية جديدة. على وجه الخصوص، إنها سمة من سمات الثقافات الفرعية مثل حركة البانك (punk). هنا، يتم اكتساب الأشياء التي لها معنى واحد (أو لا معنى لها) في الثقافة السائدة وإعطاؤها معنى جديدًا، غالبًا ما يكون تخريبيًا. على سبيل المثال، أصبح دبوس الأمان شكلاً من أشكال الزخرفة في ثقافة البانك.

#### علم النفس الاجتماعي
يستخدم مصطلح "البريكولاج النفسي" لشرح العمليات العقلية التي من خلالها يطور الفرد حلولًا جديدة للمشاكل من خلال الاستفادة من المعرفة أو الأفكار التي لم تكن ذات صلة سابقًا والتي يمتلكها بالفعل. المصطلح، الذي قدمه جيفري سانشيز بيركس، وماثيو جيه. كارليسكي، وفيونا لي دليل أكسفورد للإبداع والابتكار وريادة الأعمال في جامعة ميشيغان، مستمد من تخصصين منفصلين. الأول، "البريكولاج الاجتماعي"، قدمه عالم الأنثروبولوجيا الثقافية كلود ليفي ستروس في عام 1962. كان ليفي ستروس مهتمًا بكيفية قيام المجتمعات بإيجاد حلول جديدة باستخدام الموارد الموجودة بالفعل في الوعي الاجتماعي الجماعي. والثاني، "الإدراك الإبداعي"، هو نهج نفسي لدراسة كيفية استرجاع الأفراد للمعرفة وإعادة تجميعها بطرق جديدة. وبالتالي، يشير البريكولاج النفسي إلى العمليات المعرفية التي تمكن الأفراد من استرجاع وإعادة تجميع المعرفة التي لم تكن ذات صلة سابقًا والتي يمتلكونها بالفعل. إن البناء النفسي هو عملية داخل الفرد تشبه فكرة كارل ويك عن البناء في المنظمات، والتي تشبه فكرة ليفي ستروس عن البناء في المجتمعات.

#### الفلسفة
في كتابه الفكر البري (1962)، استخدم عالم الأنثروبولوجيا الفرنسي كلود ليفي ستروس كلمة "bricolage" لوصف الأنماط المميزة للفكر الأسطوري. وهو في وصفه يتعارض مع التفكير الإبداعي للمهندسين الذي ينطلق من الأهداف إلى الوسائل. يحاول الفكر الأسطوري، حسب ليفي ستروس، إعادة استخدام المواد المتاحة من أجل حل مشاكل جديدة.

#### التعليم
في مناقشة البنائية، يناقش سيمور بابيرت أسلوبين لحل المشاكل. وعلى عكس الأسلوب التحليلي لحل المشكلات، فهو يصف البريكولاج كوسيلة للتعلم وحل المشكلات من خلال المحاولة والاختبار واللعب.
استخدم جو إل كينشيلو وشيرلي ر. شتاينبرغ مصطلح bricolage في البحث التربوي للإشارة إلى استخدام أساليب البحث متعددة وجهات النظر. في مفهوم كينشيلو لبنية البحث، يتم استخدام تقاليد نظرية متنوعة في سياق تربوي نقدي/نظري أوسع لوضع الأساس لنمط تحويلي للبحث متعدد الأساليب. وباستخدام هذه الأطر والمنهجيات المتعددة، يتم تمكين الباحثين من إنتاج رؤى أكثر صرامة وعملية في الظواهر الاجتماعية والسياسية والتعليمية.
وضع كينشيلو وشتاينبرغ نظرية المعرفة المتعددة اللغات النقدية وعلم الوجود النقدي المتصل لتأسيس منهج البحث. تزود هذه المفاهيم الفلسفية فريق البحث بفهم متطور لتعقيد إنتاج المعرفة والتعقيد المترابط لكل من موضع الباحث والظواهر في العالم. يتطلب مثل هذا التعقيد أسلوب بحث أكثر صرامة قادرًا على التعامل مع تعقيدات التجربة الاجتماعية والتعليمية. مثل هذا الشكل النقدي من الصرامة يتجنب الاختزال في العديد من التوجهات البحثية الأحادية والمحاكاة.